# The Davis Sisters
Die Davis Sisters waren ein US-amerikanisches Country-Duo. Das Duo gilt als erste weibliche Formation, die den Close-Harmony-Gesang verwendete.

## Geschichte
Die Karriere der Davis Sisters begann 1949, als sich Betty Jack Davis und Mary Frances Penick in der High School trafen. Entgegen dem dies suggerierenden Namen waren beide nicht verwandt. Davis und Penick freundeten sich schnell an und bildeten kurz darauf ein musikalisches Duo. Um sich Davis Sisters nennen zu können, nahm Penick den Namen „Skeeter Davis“ an. Anfang der 1950er-Jahre traten beide gemeinsam in Radioshows wie dem Big Barn Frolic in Michigan oder dem Kentucky Mountain Barn Dance auf. Mit Roy Hall und seinen Cohutta Mountain Boys nahmen sie, als Hintergrundchor, ihre erste Platte auf. 1953 erhielten sie einen Plattenvertrag bei RCA Victor und gleich ihr erster Song wurde zu ihrem größten Hit. I Forgot More Than You’ll Ever Know erreichte im selben Jahr die Spitze der Hot Country Songs. Die B-Seite der Single stellte der Country Boogie-Titel Rock-a-Bye Boogie, der ein Vorläufer des späteren Rockabilly war. Ähnliche Stücke erschienen später mit Gotta Git a-Goin' , Christmas Boogie oder Fiddle Faddle Boogie.
Unglücklicherweise wurde das Duo in einen schweren Autounfall verwickelt; Betty Jack starb dabei. Skeeter überlebte und führte das Duo mit Bettys Schwester Georgie weiter. Große Hits hatten sie jedoch keine mehr. Lediglich für Musikwissenschaftler und Rockabilly-Fans sind einige ihrer Titel interessant. Anfang der 1960er-Jahre trennte sich das Duo. Skeeter Davis startete daraufhin ihre Solokarriere, mit der sie zu weitaus größerer Bekanntheit gelangte.

## Diskografie

### Singles
| Jahr       | Titel                                                          | Anmerkungen                                |
| ---------- | -------------------------------------------------------------- | ------------------------------------------ |
| RCA Victor |                                                                |                                            |
| 1953       | I Forgot More Than You’ll Ever Know / Rock-a-Bye Boogie        | Einzige Chartplatzierung: C&W #1 / Pop #10 |
| 1953       | Sorrow and Pain / You’re Gone                                  |                                            |
| 1954       | Gotta Git a-Goin’ / Takin’ Time Out for Tears                  |                                            |
| 1954       | Foggy Mountain Top / You Weren’t Ashamed to Kiss Me Last Night |                                            |
| 1954       | Just Like Me / Show Me                                         |                                            |
| 1954       | Christmas Boogie / Tomorrow I’ll Cry                           |                                            |
| 1955       | Ever Lovin’ / Tomorrow’s Another Day to Cry                    |                                            |
| 1955       | Come Back to Me / Fiddle Diddle Boogie                         |                                            |
| 1955       | I’ll Get Him Back / I’ve Closed the Door                       |                                            |
| 1955       | Baby Be Mine / It’s the Girl Who Get’s the Blame               |                                            |
| 1956 (?)   | Blues for Company / Don’t Take Him for Granted                 |                                            |
| 1956 (?)   | Lonely and Blue / Lying Brown Eyes                             |                                            |

### Alben
- 1994: Memories (Bear Family)